# Lichid respirabil
Lichid respirabil este o formă de respirație în care organismul respiră într-un lichid mai dens ca apa, cu o mare solubilitate față de oxigen (perfluorocarbură oxigenată),  în loc de aer. Tehnologia respirării în lichid se numește Total Liquid Ventilation (TLV) și constă în umplerea plămânilor cu acest lichid.
Tehnica TLV utilizează aparate specializate care sunt capabile să introducă și să extragă lichidul din plămâni, să-l îmbogățească cu oxigen și să-l încălzească la temperatura corpului.
Primul experiment TLV a avut loc în anul 1966 când cercetătorul american Leland C. Clark a ținut un șoarece scufundat în perfluorocarbură oxigenată timp de câteva ore.
Alte cercetări cu privire la perfluorocarburile oxigenate, au fost efectuate în perioada 1960-70 de către medicul Johannes A. Kylstra în cadrul Duke University. Echipele de scafandrii militari americani de mare adâncime, au testat posibilitatea de a respira un lichid oxigenat numit THAM
în locul amestecurilor de gaze obișnuite. NASA și Forțele Aeriene ale S.U.A., au constatat că piloții echipați cu aparate de respirație lichidă, suportă mult mai bine și la valori superioare efectele gravitației, decât în cazul respirației obișnuite de oxigen.
Tehnologia TLV are aplicații medicale foarte eficiente în pediatrie pentru tratamentul copiilor născuți prematur, care sunt introduși într-un mediu lichid, similar celui din uter. 

## În ficțiune
Printre filmele în care apare această tehnologie se numără The Abiss, Star Trek:The Next Generation, serialul Fringe, cartea Simbolul pierdut (Dan Brown), The Forever War (Joe Haldeman) etc.